# 13920 Montecorvino
13920 Montecorvino è un asteroide areosecante. Scoperto nel 1985, presenta un'orbita caratterizzata da un semiasse maggiore pari a 2,1638080 UA e da un'eccentricità di 0,2381394, inclinata di 3,14151° rispetto all'eclittica.